# Giuseppe Santhià
Giuseppe Santhià (né le 19 janvier 1886 à Cavaglià et mort le 18 février 1978) est un coureur cycliste italien du début du XXe siècle.

## Biographie
Professionnel de 1909 à 1923, sa carrière fut perturbée par la Première Guerre mondiale. Il a notamment remporté le Tour du Piémont en 1914 après une échappée en solitaire de 53 kilomètres et trois étapes du Tour d'Italie.

## Palmarès
- 1910
  - Tour de la province de Novare
- 1911
  - 6e étape du Tour d'Italie
  - 2e du Giro degl'Alpi Orobie
  - 3e du Tour du Piémont
  - 3e de la Coppa Savona
  - 4e du Tour d'Italie
- 1912
  - La Spezia-Salsomaggiore-La Spezia
  - 2e de la Corsa del XX Settembre
  - 2e du Tour d'Émilie
- 1913
  - 1re et 3e étapes du Tour d'Italie
- 1914
  - Tour du Piémont
  - 5e de Milan-San Remo
- 1920
  - 2e du Tour des Alpes Apuanes
- 1921
  - 2e du Tour de Campanie

## Résultats sur les grands tours

### Tour de France
3 participations 
- 1914 : abandon (4e étape)
- 1922 : 17e
- 1923 : abandon (7e étape)

### Tour d'Italie
5 participations
- 1911 : 4e, vainqueur de la 6e étape
- 1912 : abandon
- 1913 : abandon, vainqueur des 1re et 3e étapes, leader pendant 3 jours
- 1919 : abandon
- 1921 : 15e